# Ушаково (Костанайская область)
Ушаково (каз. Ушаков) — село в Карасуском районе Костанайской области Казахстана. Административный центр Ушаковского сельского округа. Находится примерно в 132 км к югу от районного центра, села Карасу. Код КАТО — 395281100.

## Население
В 1999 году население села составляло 823 человека (408 мужчин и 415 женщин). По данным переписи 2009 года, в селе проживало 339 человек (171 мужчина и 168 женщин).